# Benjamin Bradshaw
Benjamin Bradshaw (Brooklyn, Nova Iorque, 15 de agosto de 1879 — ?, 19 de abril de 1960) foi um lutador de luta livre norte-americano.

## Carreira
Foi vencedor da medalha de ouro na categoria peso-pena em St. Louis 1904.